# Sky Bridge 721
Sky Bridge 721 — подвесной пешеходный мост, который является самым длинным в мире в своем роде, рекорд ранее принадлежал мосту Arouca 516, соответственно, имеющему длину 516 метров.
Мост Sky Bridge 721 располагается в горном массиве Кралицки-Снежник на высоте более 1100 м над уровнем моря в деревне Долни Морава, Чешская Республика. От столицы страны Праги до его места расположения около 2,5 часов езды.
На строительство моста ушло около 2 лет, стоимость проекта составляет 8,4 миллиона долларов США. Для доступа широкой публики мост был открыт в мае 2022 года.

## Конструкция
Мост представляет собой подвесную конструкцию, расположенную между двумя горами. С моста открывается вид на горные пейзажи, расположенные в Кралицки-Снежник. Подвесной мост проходит над долиной Млынского ручья от гребня горы Сламник до гребня горы Хлум. С одной из сторон он начинается на высоте 1125 м над уровнем моря, с другой на высоте 1135 м над уровнем моря.
Ширина дорожки моста составляет 1,2 м. Данный подвесной мост имеет длину 721 м и находится на высоте до 95 метров над землей, пройти по нему можно только пешком, при чём из-за малой ширины моста движение по нему осуществляется только в одном направлении. Согласно требованиям безопасности, проход по мосту может закрываться при скорости ветра свыше 135 километров в час. При более слабом ветре при движении по мосту может ощущаться его покачивание. Единовременно на мосту может находиться до 500 туристов.
В сотрудничестве с государственным предприятием LESY ČR (Леса Чешской Республики) и Музеем чехословацких укреплений 1935—1938 годов на вновь открытом мосту подготовлена «Познавательная природная тропа» под названием «Мост времени» с элементами дополненной реальности. Игра с десятью образовательными панелями охватывает темы защиты окружающей среды и поведения в сельской местности, а также историю этих мест и отдельно историю жизни семьи из Долни Моравы на фоне событий, которые Чешская Республика пережила с 1935 года по настоящее время.